# تالاب (فیلم ۲۰۱۱)
تالاب (فرانسوی: Marécages‎) یک فیلم درام کانادایی به کارگردانی گی ادوان است که در سال ۲۰۱۱ منتشر شد. از بازیگران این فیلم می‌توان به پاسکال بوسیر اشاره کرد.